# Índia (álbum)
India é o quarto álbum de estúdio da cantora Gal Costa, lançado em julho de 1973 pela Philips Records. Traz canções, conhecidas em sua voz, de compositores e outros intérpretes relacionados à carreira de Gal: "India", "Volta" e "Desafinado". Foi um sucesso de venda de discos, sendo consolidado até hoje como um dos discos mais vendidos de Gal.

## O Show Índia
"Índia" foi lançado em 1973, e é o resultado do show de mesmo nome, que Gal Costa vinha apresentando em várias cidades do país. Assim como o show anterior, "Gal a Todo Vapor", que resultou no disco homônimo, o show "Índia" também foi dirigido por Waly Salomão, e como em tudo da carreira de Gal Costa que tinha a mão do poeta baiano resultou em verdadeiras obras primas, tanto disco quanto show, produzido por Guilherme Araújo, foram momentos importantíssimos da trajetória de Gal. Logo na capa, uma grande polêmica: a foto em close da cantora, somente com uma tanga vermelha de um biquíni, e na contracapa duas fotos de Gal fantasiada como índia, com os seios a mostra. O resultado foi o disco ser um dos (muitos) censurados do ano, tendo sido vendido nas lojas coberto por um invólucro preto. Outra censurada do disco foi a música "Presente cotidiano" de Luiz Melodia, que não pode ser veiculada via rádio. Mais polêmica: Gal Costa, uma típica cantora da zona-sul do Rio, ídolo de universitários e intelectuais, cometendo a ousadia de gravar uma das músicas consideradas mais ''bregas'' da MPB: a versão em português da guarânia paraguaia "Índia", clássico sertanejo gravado originalmente pela dupla Cascatinha e Inhana, numa época em que as patrulhas ideológicas e musicais eram muito mais acirradas. O disco é repleto de características hoje comuns em artistas alternativos, como a mistura de música sertaneja com roupagem moderna (no caso de "Índia", uma orquestra dirigida por Rogério Duprat), canções com influência da poesia concreta ("Relance" e "Pontos de luz"), folclore ("Milho verde") e clássicos da MPB ("Volta" e "Desafinado").

## Censura na capa
O disco/show "Índia", teve uma grande sucesso, porém, acompanhados de muitas polêmicas. Logo na capa do LP, tinha uma foto em close da cantora, somente com uma tanga vermelha, e na contracapa duas fotos de Gal fantasiada como índia, com os seios a mostra. O resultado disso, foi que as vendas só aumentaram. Foi originalmente censurado pela ditadura militar brasileira, mas a arte completa foi lançada por Costa em 2015. Ela declarou em seu Instagram: "Para nossa alegria, inclusive a minha".

## Recepção
| Críticas profissionais | Críticas profissionais |
| Avaliações da crítica  | Avaliações da crítica  |
| Fonte                  | Avaliação              |
| ---------------------- | ---------------------- |
| Allmusic               | 5 de 5 estrelas.       |

## Faixas
| Lado A |                      |                                                        |                |         |  |
| N.º    | Título               | Compositor(es)                                         | Arranjador     | Duração |  |
| 1.     | "Índia"              | José Asunción Flores, Manuel O. Guerrero, José Fortuna | Rogério Duprat | 6:51    |  |
| 2.     | "Milho verde"        | José Afonso                                            | Gilberto Gil   | 2:26    |  |
| 3.     | "Presente cotidiano" | Luiz Melodia                                           | Arthur Verocai | 2:54    |  |
| 4.     | "Volta"              | Lupicínio Rodrigues                                    |                | 3:17    |  |

| Lado B         |                        |                            |                |         |  |
| N.º            | Título                 | Compositor(es)             | Arranjador     | Duração |  |
| 1.             | "Relance"              | Caetano Veloso             | Gilberto Gil   | 4:52    |  |
| 2.             | "Da Maior Importância" | Caetano Veloso             | Gilberto Gil   | 5:12    |  |
| 3.             | "Passarinho"           | Tuzé de Abreu              | Gilberto Gil   | 2:23    |  |
| 4.             | "Pontos de Luz"        | Waly Salomão, Jards Macalé | Arthur Verocai | 2:40    |  |
| 5.             | "Desafinado"           | Tom Jobim, Newton Mendonça | Gilberto Gil   | 2:36    |  |
| Duração total: | Duração total:         | Duração total:             | Duração total: | 38:38   |  |

## Ficha técnica
Adaptado de AllMusic.
- Guilherme Araújo — produção
- Edú Mello e Souza — direção de estúdio
- Luigi Hoffer — técnico, mixagem
- Marcus Vinicius — técnico, mixagem
- Ary Carvalhaes — mixagem
- Gilberto Gil — direção musical, violão, violão de 12 cordas
- António Guerreiro — fotografia
- Waly Salomão — obra de arte
- Dominguinhos — acordeão
- Toninho Horta — guitarra elétrica
- Luiz Alves — contrabaixo
- Roberto Silva — bateria
- Chico Batera — percussão e efeitos especiais
- Rogério Duprat — arranjo
- Arthur Verocai — arranjo ("Pontos de Luz", "Presente Cotidiano")
- Mario Tavares — strings ("Índia")
- Tenório Jr. — órgão ("Volta")
- Roberto Menescal — violão ("Desafinado")
- Wagner Tiso — órgão ("Pontos de Luz" e "Presente Cotidiano")
- Chacal — percussão ("Milho Verde")
- Antônio Carlos Jobim — compositor
- Jards Macalé — compositor
- Luiz Melodia — compositor
- Newton Mendonça — compositor
- Lupicínio Rodrigues — compositor
- José Asunción Flores — compositor